# Barbara d'Ottenheim

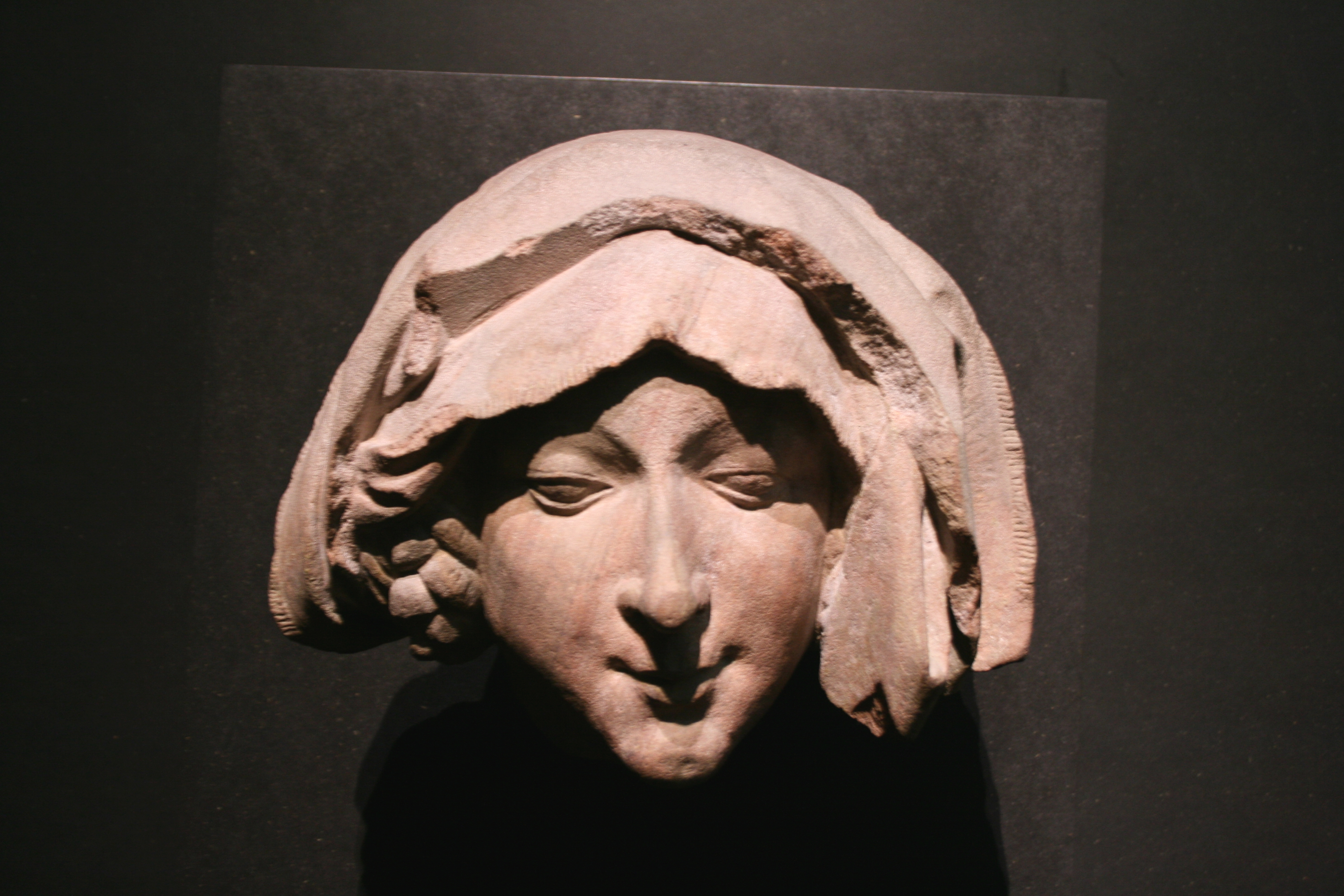
Tête de Barbe d'Ottenheim exposée à la Liebieghaus de Francfort-sur-le-Main.

Barbara d'Ottenheim, en allemand Bärbel von Ottenheim est une femme née en 1430 à Ottenheim, localité du Pays de Bade située en bordure du Rhin. Elle est décédée en 1484 à Haguenau en Alsace. Elle fut la maîtresse du comte Jacques de Lichtenberg, bailli de la ville de Strasbourg.

## Biographie
Barbe d'Ottenheim est une fille de paysan (ou de boulanger). Son nom est resté dans les annales alsaciennes pour deux raisons. Elle fut d'une part l'amoureuse de Jacques de Lichtenberg, surnommé Jacques le Barbu. Il fut le dernier mâle de la famille des nobles alsaciens de la seigneurie de Lichtenberg. D'autre part, un célèbre buste sculpté porte son nom.
Après le décès en 1480 de Jacques de Lichtenberg, elle fut chassée du château de Bouxwiller par les héritiers de ce dernier. Elle fut ensuite emprisonnée à Haguenau sous le motif de sorcellerie. Les héritiers de Jacques de Lichtenberg, à savoir le comte palatin Simon IV Wecker de Deux-Ponts-Bitche et le comte Philippe II de Hanau-Lichtenberg, pour se débarrasser d'elle, ont encouragé le conseil de la ville de Haguenau à lui appliquer la peine de mort. Sa mort a peut-être une autre raison, plus politique celle-là. Le temps de son procès se situe dans une période de troubles sociaux annonciateurs de la terrible guerre des Paysans allemands de 1525. Barbe d'Ottenheim aurait alors été le bouc émissaire de la politique seigneuriale de feu son amant Jacques de Lichtenberg. Ses deux successeurs l'auraient alors exposée à la vindicte populaire pour faire oublier les manquements de la famille seigneuriale. Sa mort reste mystérieuse. Exécution ou suicide sont les deux possibilités.

## Buste de Barbe d'Ottenheim

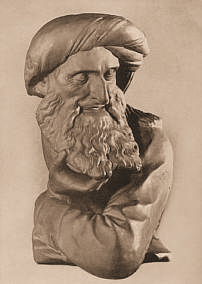
Buste en plâtre du Prophète barbu ou de Jacques de Lichtenberg.
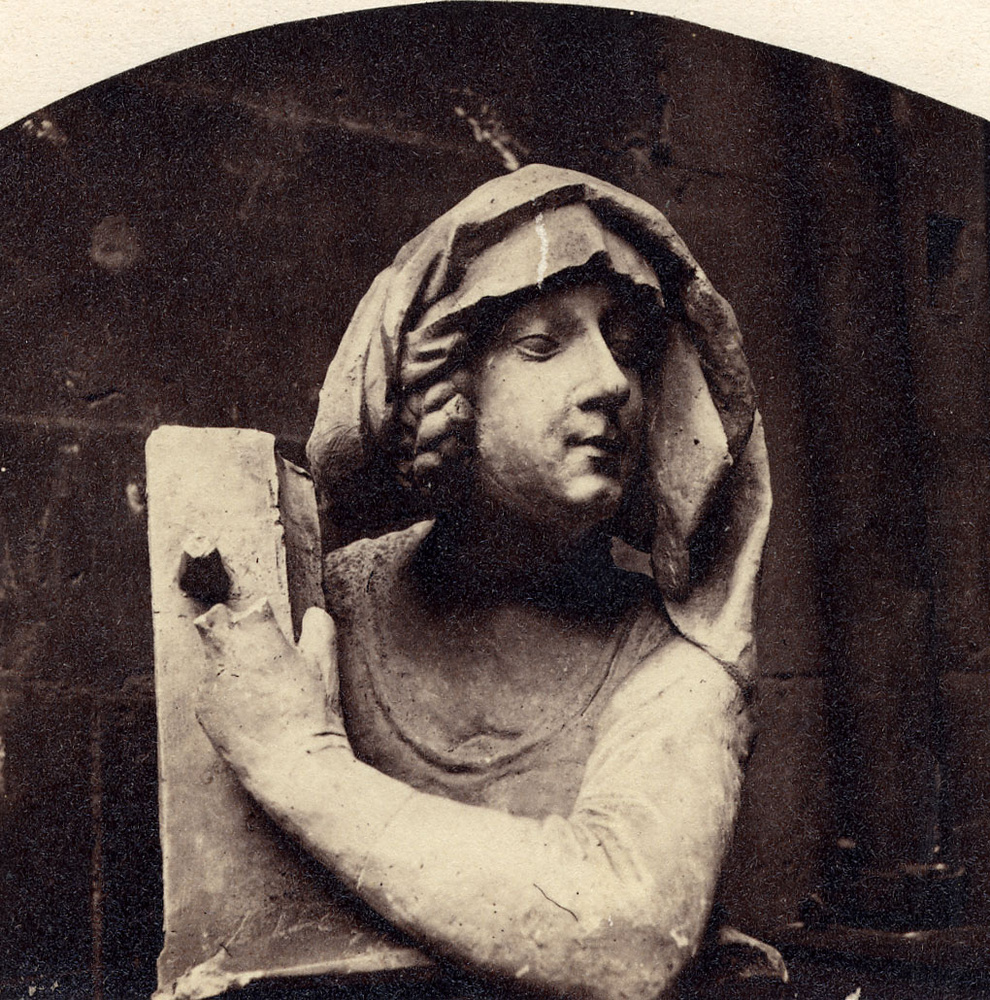
Photographie de la sculpture par Charles David Winter (vers 1860).
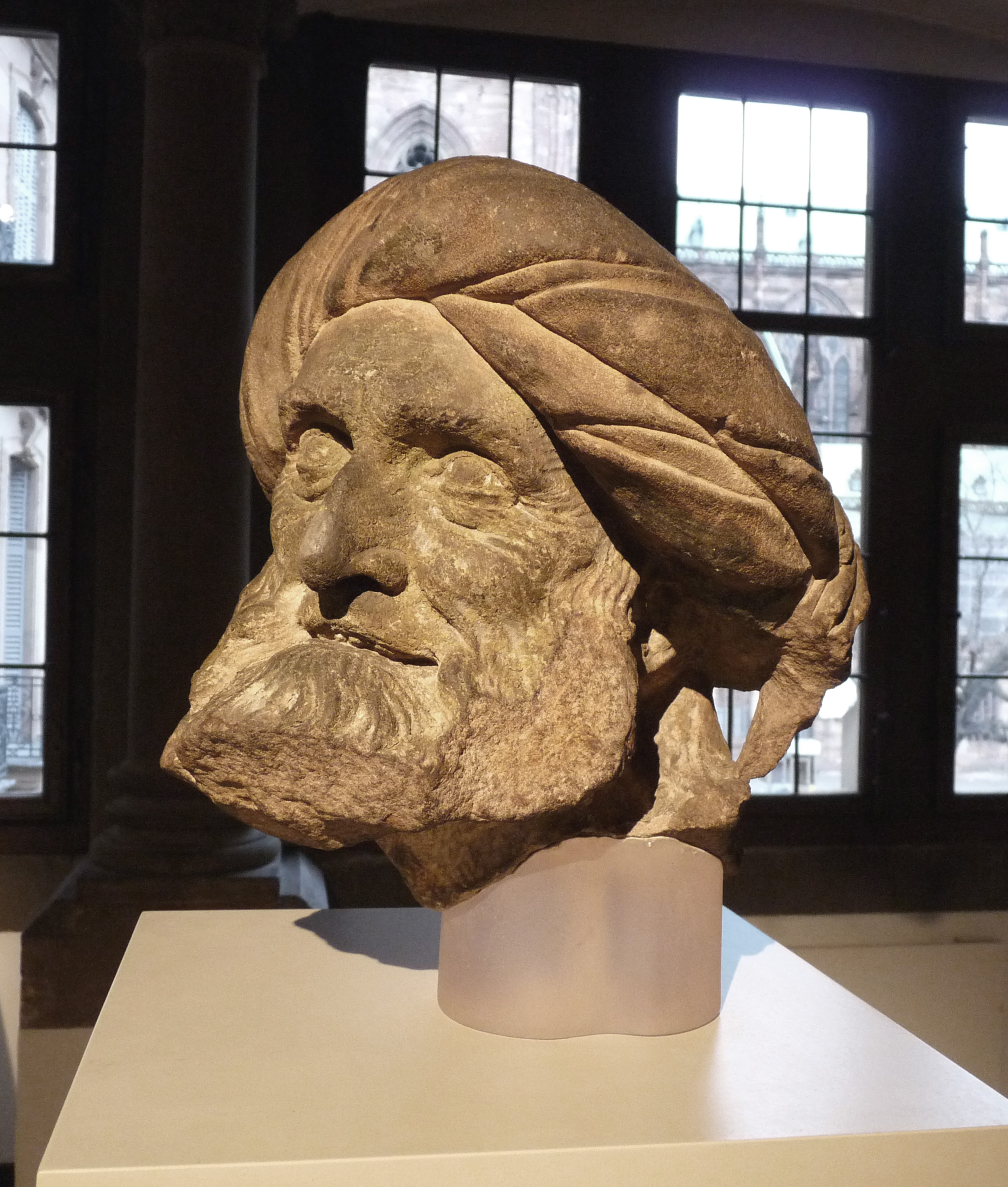
Vestige de l'original exposé au musée de l'Œuvre Notre-Dame.

Un célèbre buste représentant une sibylle de style gothique tardif ou début Renaissance du sculpteur allemand Nicolas Gerhaert de Leyde fut identifié à Barbe d'Ottenheim. Son pendant représente un homme âgé et barbu, un prophète, qui fut identifié à Jacques de Lichtenberg. Ces deux sculptures, comme accoudées à une fenêtre, ornaient le portail de la chancellerie de la ville de Strasbourg. C'est Daniel Specklin en 1587 dans son ouvrage « Collectaneen » qui est à l'origine de cette fausse identification mais qui est restée telle qu'elle dans le monde de l'art. Les bustes furent détruits en 1870 dans l'incendie de la bibliothèque de Strasbourg, lieu où ils étaient exposés à l'époque. De ces originaux, il ne reste plus que les têtes. Cependant, il existe encore des moulages en plâtre réalisés avant 1870. Ils sont en la possession de différents musées dont celui de Bouxwiller.
Ces anciens bustes ont une histoire mouvementé. Après la destruction de la Chancellerie par un incendie, ils furent à partir de la Révolution française exposés à la Bibliothèque municipale de Strasbourg. Ce lieu, bombardé durant le siège de la ville en 1870, fut réduit en cendres. Les bustes furent alors considérés comme perdus. En 1915, la tête du Prophète réapparaît en Hesse dans la collection de la Société d'Histoire de Hanau (en allemand : Hanauer Geschichtsverein (de)). Jusqu'à cette date, on prenait cette tête en piteux état pour un satyre de l'Antiquité. Cette tête fut sans doute apportée à Hanau par un soldat allemand qui connaissait les liens de famille existant entre les seigneurs de Lichtenberg avec les comtes de Hanau. La Société d'Histoire de Hanau rendit la tête au musée de Strasbourg où elle est toujours exposée au musée de l'Œuvre-Notre-Dame). Vingt ans plus tard, la tête de la Sibylle fut redécouverte dans le Palatinat puis achetée par le musée d'Art de la ville de Francfort-sur-le-Main.
Le Musée d'art moderne et contemporain de Strasbourg détient une photographie de la sculpture d'origine, réalisée par Charles David Winter vers 1860.

## Postérité
Une école en Allemagne à Schwanau porte le nom de Bärbel von Ottenheim ; Ottenheim étant de nos jours une localité dépendant de la municipalité de Schwanau.
Le sort de Barbe d'Ottenheim a inspiré des auteurs allemands :
- Hermine Maierheuser (de), Bärbel von Ottenheim, un roman historique de l'année 1939.
- Otto Flake, Schön-Bärbel von Ottenheim, Berlin, 1937 (une nouvelle)